# Theepad
Theepads zijn kleine ronde filters met daarin een theemelange geschikt voor Senseo koffiezetapparaten. Ze zien er, net zoals de koffiepad van de bovenkant plat uit en van de onderkant een beetje bol.
Theepads werden op 13 maart 2006 geïntroduceerd door Pickwick en Philips onder de naam "T-pad". Het unieke aan de theepad is dat de verkrijgbare melanges niet verkrijgbaar zijn in een theezakje. Ook uniek is dat de thee niet hoeft te trekken omdat de melanges in de pads speciaal zijn geselecteerd voor de zetmethode van het Senseo apparaat.
Bij het zetten van de thee dient een aparte theepadhouder te worden gebruikt. Als een koffiepadhouder voor het zetten van de thee wordt gebruikt komt er een schuimlaagje op de thee en kan de thee smaken naar koffie.
Na gebruik kunnen de theepads bij het groente-, fruit- en tuinafval.